# Terremoto de Christchurch de junio de 2011
El terremoto de Christchurch de junio de 2011 fue un terremoto de una magnitud de 6,3 ML que se produjo en Nueva Zelanda el 13 de junio de 2011 a las 14:20 NZST (02:20 UTC). Se ubicó a una profundidad de 6 km, a unos 10 km de Christchurch, que previamente había sido devastada por otro terremoto de magnitud 6,3 ML en febrero de 2011. El terremoto de junio fue precedido por un temblor de magnitud 5,9 ML que azotó la región con un hipocentro de 8,9 km. El Servicio Geológico de Estados Unidos reportó una magnitud de 6,0 Mw, a una profundidad de alrededor de 9 km.
El terremoto produjo fuertes temblores que registraron VIII en la escala de Mercalli dentro y en los alrededores de la ciudad de Christchurch, destruyendo algunos edificios y causando daños adicionales a muchas estructuras afectadas por terremotos anteriores. La torre dañada de la histórica Estación de Lyttelton Timeball se derrumbó antes de que se pudieran completar las obras de desmantelamiento. El terremoto derribó líneas telefónicas y provocó apagones generalizados, dejando alrededor de 54 000 hogares sin electricidad. Los costos de reconstrucción en Christchurch aumentaron a NZ$6 000 millones (US$ 4,8 000 millones) debido a los daños adicionales provocados por el sismo. Cuarenta y seis personas sufrieron heridas y un anciano murió tras golpearse y quedar inconsciente.

## Antecedentes
Nueva Zelanda en su totalidad, en particular la isla Norte, se encuentra a lo largo del sísmicamente inestable Cinturón de Fuego del Pacífico, y tiene un largo historial de terremotos. Desde la colonización europea, el mayor terremoto registrado fue el de Wairarapa, de una magnitud de 8,2 ML, que se produjo el 23 de enero de 1855 cerca de la isla Norte. Otro terremoto destructivo de magnitud 7,8 ML sacudió la región cercana a Hawke's Bay el 3 de febrero de 1931; es el terremoto más mortal registrado en la isla hasta la fecha, afectando mayormente a gran parte de Napier y Hastings.
En comparación, la isla Sur ha experimentado un menor número de grandes terremotos. El terremoto de magnitud 7,1 Mw del 4 de septiembre de 2010 produjo, con mucho, los más fuertes movimientos de tierra jamás registrados en Canterbury, provocando un gran número de réplicas. Aunque históricamente han ocurrido secuencias similares de réplicas alrededor del mundo, estos hechos eran sumamente inusuales en la región, la cual había mostrado bajos niveles de actividad sísmica durante miles de años. El evento llevó al descubrimiento de fallas geológicas previamente latentes en todo el centro-este de la isla Sur, en particular por debajo de las llanuras regionales y el lecho marino adyacente.

## Geología

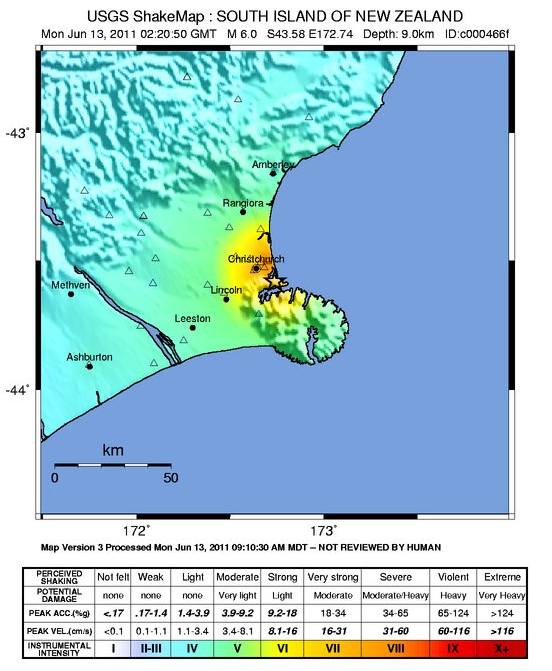
Mapa de magnitudes del USGS.

El terremoto de magnitud de 6,3 ML ocurrió en el interior el 13 de junio de 2011 a las 14:20 NZST (02:20 UTC) a una profundidad de 6 km, a unos 10 km al este-sureste de Christchurch, Nueva Zelanda. Debido a la interacción de las principales placas Pacífica e Indoaustraliana, gran parte del límite de la placa regional a lo largo el centro de la isla Sur se caracteriza por la deformación de la tierra. El terremoto fue un resultado directo de fallas de corrimiento en el extremo oriental de la zona de ruptura de otro fuerte terremoto de magnitud 6,3 ML, ocurrido el 22 de febrero de 2011 a lo largo de la Falla de Port Hills. El terremoto de junio fue precedido por temblor de magnitud 5,9 ML con un mecanismo focal similar que afectó una hora y veinte minutos antes. Los expertos creen que los terremotos fueron provocados por una falla previamente desconocida en la región, situada a varios kilómetros al sur de la Falla Port Hills. El Servicio Geológico de Estados Unidos reportó una magnitud de 6 Mw y una profundidad focal de 9 km para el terremoto, mientras que al temblor precursor se le asignó una magnitud de 5,2 Mw a una profundidad similar.
Los sismólogos informaron que los terremotos eran parte de una prolongada secuencia de réplicas asociada con el mayor terremoto de magnitud 7,1 de septiembre de 2010, que incluye el terremoto de febrero de 2011. Estos terremotos fueron sucedidos por múltiples réplicas más ligeras; el más fuerte, un temblor de una magnitud moderada de 5,1 ML, ocurrió un minuto después del evento. Otro temblor de 5,0 ML sacudió la región dos días más tarde. A pesar de la importante liberación de energía, se cree que los terremotos han aumentado el riesgo de una réplica adicional de similar magnitud; unos cálculos de GNS Science indicaron una probabilidad del 23% de que un terremoto de una magnitud de 6 a 6,9 ML ocurriese en la zona de réplica de Canterbury dentro de los doce meses siguientes al terremoto.[actualizar] Unas semanas más tarde, un temblor de magnitud 5,4 ML sacudió Christchurch de la noche a la mañana el 22 de junio, causando daños adicionales y evacuaciones súbitas.
Centrado solo varios kilómetros bajo la superficie, el terremoto causó movimientos significativos en una gran parte del centro-este de la isla Sur. Los mayores movimientos de tierra registraron VIII (grave) en la escala de intensidad Mercalli en Christchurch, mientras que una fuerte sacudida (MM VI) se hizo sentir en las zonas pobladas adyacentes, como Rolleston y Lincoln. Los accidentes geográficos de Sumner registraron temblores que se intensificaron debido a los efectos de su configuración topográfica. Se observaron movimientos generalizados más ligeros en gran parte del resto de la región, con informes de daños materiales leves desde lugares tan lejanos como en Dunedin. El terremoto se sintió hasta las lejanas Nueva Plymouth e Invercargill.

## Daños, víctimas y efectos

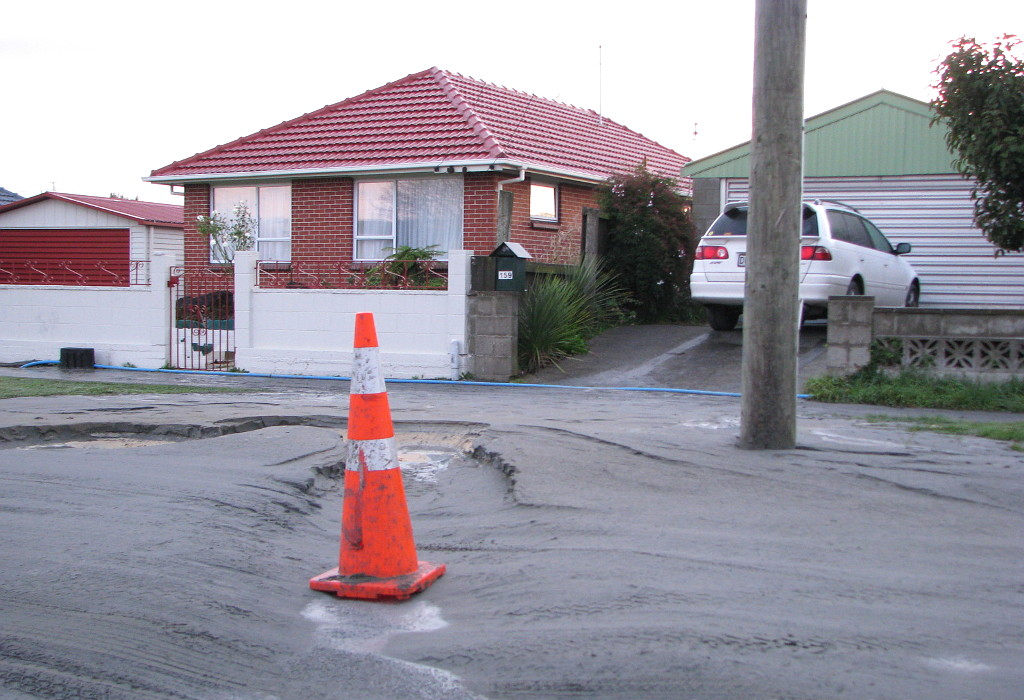
Licuefacción de suelo causada por el terremoto.

El terremoto y sus temblores precursores ocurrieron durante la tarde cerca de una zona extremadamente poblada, donde la mayoría de los edificios de la zona estaban en condiciones precarias debido a los terremotos anteriores. Afectó a unas 400 000 personas directamente, la mayoría de las cuales, se calcula, experimentó por lo menos el temblor fuerte (MM VI). Las autoridades del hospital confirmaron al menos 46 heridos después de su ocurrencia; la caída de escombros golpeó a varias personas, mientras que otros dos quedaron en estado crítico. En el centro de la ciudad, dos trabajadores tuvieron que ser rescatados de una iglesia que se derrumbó y debieron ser hospitalizados inmediatamente. A la mañana siguiente, las autoridades confirmaron que un hombre mayor había muerto después de golpearse hasta quedar inconsciente en una casa de descanso cuando ocurrió el terremoto. Las víctimas en masa se evitaron gracias a una combinación de evacuaciones de edificios impulsada por el temblor más débil y a un epicentro retirado de las áreas pobladas.
A raíz del terremoto, varias líneas de teléfono cayeron, y cortes de energía dispersos afectaron cerca de 54 000 hogares. Por otra parte, al menos setenta cables subterráneos de 11 000 voltios sufrieron algún grado de daño, contribuyendo a las interrupciones del servicio. El temblor rompió cañerías de agua locales, provocando inundaciones que afectaron a varias calles. También, las autoridades ordenaron el cierre de puentes en la zona como medida de precaución; se informó que uno de los puentes sucumbió a los fuertes movimientos de tierra. Días después de su ocurrencia, un pequeño fuego eléctrico incendió un panel de control en el Hospital de Christchurch debido al desalojamiento del cableado como resultado de las réplicas en curso.
Algunos fuertes movimientos de tierra causaron muchos efectos secundarios, incluyendo fugas de gas y licuefacción de suelos. En consecuencia, surgieron forúnculos de arena en carreteras asfaltadas, derribando a unos cuantos coches y hundiendo otros. Varias casas en los suburbios de la colina de Sumner y de Redcliffs se vieron afectadas por la caída de rocas de las laderas. Después de su ocurrencia, la mayor parte de Christchurch perdió la presión del agua; por lo tanto, los residentes fueron instados a conservar el uso del agua. En algunas partes del Valle de Heathcote, manantiales naturales previamente inactivos o inexistentes surgieron como consecuencia del repentino ascenso de la capa freática, inundando algunas propiedades.

### Impacto socioeconómico
El índice bursátil NZX 50 cayó un 0,4% a su nivel más bajo desde el 20 de abril; dentro del índice, un total de 24 acciones cayeron, mientras que seis subieron y veinte se mantuvieron sin cambios. Además, la cotización del dólar neozelandés se redujo a raíz del desastre, cayendo a casi 0,01 dólares estadounidenses, o alrededor del 1,3%. Después de una dramática disminución en el número de terremotos, Vbase, una compañía local de propiedad del consejo de gestión, anunció el despido de 151 de sus empleados a tiempo completo. A nivel nacional, la provisión de permisos para planificar construcciones descendió considerablemente, bajando un 4,5% a raíz de la réplica. El impacto del desastre se extendió más allá del territorio nacional; a la luz de su ocurrencia, Insurance Australia Group reportó una pérdida neta estimada de A$ 65 millones (US$ 61,5 millones).

### Evaluación de daños
Aunque el alcance exacto de las pérdidas no estuvo claro, el terremoto causó un mayor daño a muchas estructuras en Christchurch; aproximadamente, la mitad de los edificios en el centro de la ciudad ya estaban dañados o destruidos por los fuertes terremotos anteriores. Las evaluaciones preliminares indicaron que más de cien edificios adicionales en la zona quedaron sin posibilidad de reparación. A pesar de su moderada magnitud, el anterior temblor de 5,6 ML causó que colapsaran varios edificios de dos pisos en una intersección vial en la ciudad. Las instalaciones de varios hospitales y de los centros de cuidado en Christchurch se quedaron sin los servicios esenciales, y algunos reportaron daños considerables a la infraestructura.
A pesar de los anteriores intentos de renovación, las autoridades consideraron la demolición completa de la Catedral de Christchurch, de 130 años. El edificio se había comprometido estructuralmente debido a la caída de su muro occidental, y la fuerte vibración había destrozado sus rosetones. El Centro de Artes de Christchurch recibió daños similares, aunque ya estaba en una situación precaria antes del terremoto. Se programó un proyecto de reconstrucción de tres meses para llevarse a cabo a partir de octubre de 2011, con sus correspondientes costes estimados en NZ$ 30 millones (US$ 24 millones). La torre de la histórica estación de Lyttelton Timeball, que sufrió daños en el terremoto de febrero de 2011, se derrumbó tras iniciarse los planes para desmantelar el edificio. El Puerto de Lyttelton, un puerto importante en la región, sufrió daños adicionales en los temblores; así que se optó por iniciar evaluaciones completas de ingeniería. La Torre HSBC, un edificio de varios pisos, se sacudió considerablemente durante el terremoto, aunque el daño se limitó a grietas y tejas rotas. Los artefactos de la colección del Museo de Canterbury cayeron por todos lados debido a las réplicas, varios días después de que se había completado el trabajo de reordenación por el terremoto de febrero de 2011. En todo, los expertos creían que el terremoto podría aumentar los costos de reconstrucción en Christchurch en aproximadamente NZ$ 6 000 millones (US$ 4,83 000 millones).

## Respuesta
A la luz de la posibilidad de réplicas, la policía evacuó los centros comerciales y los edificios de oficinas alrededor de la ciudad. Las principales organizaciones estatales y económicas de la zona fueron evacuadas como medida de precaución, incluyendo la jefatura de policía y oficinas de la Autoridad de Recuperación del Terremoto de Canterbury. En el Aeropuerto Internacional de Christchurch, los funcionarios detuvieron las operaciones después del terremoto, pero todos los vuelos se reanudaron más tarde ese día. Meses antes del evento, un terremeto de magnitud grave de 6,3 se produjo en un área similar adyacente a Christchurch, causando gran destrucción y muertes en la ciudad. Surgieron preocupaciones sobre el estado de las estructuras previamente dañadas, y los terremotos del 13 de junio causaron más angustia entre muchas de las víctimas. Se esperaba que decenas de residentes se mudaran fuera de la ciudad, y muchos otros buscaron ayuda profesional contra la ansiedad y problemas relacionados con la depresión.

### Operaciones de ayuda
En el período inmediatamente posterior a los terremotos, el Centro Nacional de Gestión de Crisis se activó a través del Ministerio de Defensa Civil y de Gestión de Emergencias para gestionar la respuesta del público ante el desastre; consecuentemente, se enviaron cientos de agentes a patrullar las calles de la ciudad. Las autoridades se propusieron establecer un centro de operaciones de emergencia al aire libre, así como un centro de bienestar público para proporcionar refugio a las víctimas durante la noche. El Ejército Voluntario de Estudiantes, el cual participó en el cambio de cieno después del terremoto de febrero de 2011, otra vez preparó el reclutamiento de participantes para iniciar las acciones de limpieza de las calles. Se destinó un total de NZ$ 285 000 (US$ 230 000) para donaciones a nueve organizaciones de caridad, incluyendo NZ$ 40 000 (US$ 32 000) tanto a la petición de la Cruz Roja proayuda a las víctimas del terremoto de Christchurch, como a los fondos de la Petición del Terremoto de Canterbury del Ejército de Salvación. En el banco Westpac, se abrió una cuenta de donativos públicos con el fin de prestar asistencia financiera a las víctimas del terremoto. Los presidentes ejecutivos del Commonwealth Bank of Australia patrocinaron una cena exclusiva en Sídney para recaudar fondos para los costos de reconstrucción; se asignó un fondo inicial de A$ 700 000 (US$ 660 000) antes del terremoto, con costes de entrada de A$ 10 000 dólares (US$ 9 500) por boleto.